# Willis Green
Willis Green (* im Shenandoah Valley, Virginia) war ein US-amerikanischer Politiker. Zwischen 1839 und 1845 vertrat er den Bundesstaat Kentucky im US-Repräsentantenhaus.

## Werdegang
Über die Lebensdaten von Willis Green geben die Quellen keinen Aufschluss. Sicher ist, dass er im Shenandoah Valley in Virginia geboren wurde. Dort besuchte er die öffentlichen Schulen. Später ließ er sich in dem Gebiet des zukünftigen Staates Kentucky nieder. 1783 wurde er Verwaltungsangestellter im Lincoln County. Im Jahr 1792 war er Mitglied der verfassungsgebenden Versammlung von Kentucky. In der Folge arbeitete er als Landvermesser.
Politisch trat Green erst in den 1830er Jahren wieder in Erscheinung. Damals wurde er Mitglied der Whig Party. In den Jahren 1836 und 1837 saß er als Abgeordneter im Repräsentantenhaus von Kentucky. Bei den Kongresswahlen des Jahres 1838 wurde er im sechsten Wahlbezirk von Kentucky in das US-Repräsentantenhaus in Washington, D.C. gewählt, wo er am 4. März 1839 die Nachfolge von John Calhoon antrat. Nach einer Wiederwahl konnte er diesen Distrikt bis zum 3. März 1843 im Kongress vertreten. Bei den Wahlen des Jahres 1842 wurde er im zweiten Bezirk in das US-Repräsentantenhaus gewählt, den er dort zwischen dem 4. März 1843 und dem 3. März 1845 als Nachfolger von Philip Triplett vertrat. Die Zeit ab 1841 war von den Spannungen zwischen Präsident John Tyler und den Whigs geprägt. Außerdem wurde über eine Annexion der seit 1836 von Mexiko unabhängigen Republik Texas diskutiert.
Nach dem Ende seiner Zeit im Kongress verliert sich die Spur von Willis Green.